# Lijst van beschermd erfgoed in Sankt Vith
Onderstaande tabel geeft een overzicht van het beschermde erfgoed in de gemeente Sankt Vith. Het beschermd erfgoed maakt deel uit van het cultureel erfgoed in België.
| Object | Bouwjaar/architect | Deelgemeente  | Adres      | Coördinaten                   | Nummer | Afbeelding |
| --- | ------------------ | ------------- | ---------- | ----------------------------- | ------ | --- |
| Onze-Lieve-Vrouw-Hemelvaartkerk in Neundorf |                    | Crombach      |            | 50° 16' 3" NB, 6° 5' 33" OL   | 31033  | Onze-Lieve-Vrouw-Hemelvaartkerk in Neundorf |
| Oude school: de gevels en het dak, met uitzondering van dat van het nevengebouw aan de linkergevel (dat in 1911 aangebouwd werd), de gewelfde kelder met bronnen en de trap als toegang tot de kelder |                    |               |            | 50° 18' 15" NB, 6° 6' 13" OL  | 31035  | Oude school: de gevels en het dak, met uitzondering van dat van het nevengebouw aan de linkergevel (dat in 1911 aangebouwd werd), de gewelfde kelder met bronnen en de trap als toegang tot de kelder |
| Sint-Aldegondiskerk: toren met zijn uivormige helm en flankerende gebouwen uit de 18e eeuw, het koor met de binnenkant der ramen, gewelfhoekstenen, zuilen en pilasters                               |                    | Recht         |            | 50° 20' 6" NB, 6° 2' 36" OL   | 31037  | Sint-Aldegondiskerk: toren met zijn uivormige helm en flankerende gebouwen uit de 18e eeuw, het koor met de binnenkant der ramen, gewelfhoekstenen, zuilen en pilasters                               |
| Mariakapel |                    | Recht         |            | 50° 20' 15" NB, 6° 2' 39" OL  | 31038  | Mariakapel |
| Bakhuis |                    | Recht         |            | 50° 19' 31" NB, 6° 3' 36" OL  | 31036  | Bakhuis |
| Schafsbrücke |                    | Recht         |            | 50° 19' 59" NB, 6° 2' 11" OL  | 31039  | Schafsbrücke |
| Rodter Buchen |                    |               |            | 50° 17' 20" NB, 6° 3' 35" OL  | 31050  | Rodter Buchen |
| Sint-Antoniuskerk: toren en koor |                    | Crombach      |            | 50° 15' 33" NB, 6° 4' 6" OL   | 31026  | Sint-Antoniuskerk: toren en koor |
| Sint-Laurentiuskerk en vrijthofsmuur in Mackenbach |                    |               |            | 50° 17' 1" NB, 6° 13' 45" OL  | 31034  | Sint-Laurentiuskerk en vrijthofsmuur in Mackenbach |
| Büchelturm |                    | Sankt Vith    |            | 50° 16' 47" NB, 6° 7' 29" OL  | 31040  | Büchelturm |
| Antoniusbaum en omgeving |                    |               |            | 50° 16' 48" NB, 6° 11' 14" OL | 31049  | Antoniusbaum en omgeving |
| Slot Wallerode (gevels en dak) |                    | Recht         |            | 50° 17' 49" NB, 6° 9' 19" OL  | 31003  | Slot Wallerode (gevels en dak) |
| Sint-Bartholomeüskapel te Wiesenbach met 13 linden, kerkhof en omheiningsmuur | 9e eeuw            | Lommersweiler | Wiesenbach | 50° 15' 54" NB, 6° 8' 29" OL  | 30998  | Sint-Bartholomeüskapel te Wiesenbach met 13 linden, kerkhof en omheiningsmuur |
| De Belgisch-Pruisische grensstenen 93-111 (diverse gemeenten) |                    |               |            | 50° 18' 31" NB, 6° 0' 47" OL  | 31215  | |
| Tumulus van Schinkelsknopf |                    | Sankt Vith    |            | 50° 15' 20" NB, 6° 6' 39" OL  | 31299  | Tumulus van Schinkelsknopf |
| Grafheuvel "An bzw. Auf der Lieg" |                    |               |            | 50° 15' 55" NB, 6° 6' 12" OL  | 31490  | Grafheuvel "An bzw. Auf der Lieg" |